# Đại hội Đảng Cộng sản Trung Quốc lần thứ I

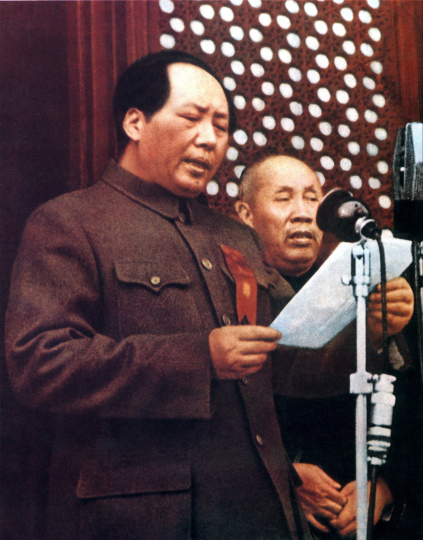
Trong số 13 đại biểu của Đại hội lần I, chỉ có Mao Trạch Đông và Đổng Tất Vũ là hiện diện tại lễ thành lập Cộng hòa Nhân dân Trung Hoa năm 1949.

Đại hội Đảng Cộng sản Trung Quốc lần thứ I (giản thể: 中国共产党第一次全国代表大会; phồn thể: 中國共產黨第一次全國代表大會; Hán-Việt: Trung Quốc cộng sản đệ nhất thứ toàn quốc đại biểu đại hội; bính âm: Zhōngguó gòngchǎndǎng dì yī cì quánguó dàibiǎo dàhuì) là các cuộc họp thành lập Đảng Cộng sản Trung Quốc được tổ chức tại Thượng Hải và Gia Hưng, Chiết Giang từ ngày 23 tháng 7 đến 2 tháng 8 năm 1921.(tr252) Phiên họp đầu tiên của đại hội được tổ chức tại một thạch khố môn nằm ở Khu nhượng địa Pháp tại Thượng Hải (nay thuộc khu vực Tân Thiên Địa ở quận Hoàng Phố, Thượng Hải) còn phiên cuối cùng được tổ chức trên con thuyền Nam hồ hồng thuyền (南湖红船) ở Gia Hưng. 

## Bối cảnh tổ chức
Đầu tháng 6 năm 1921, đại diện người Hà Lan của Đệ tam Quốc tế là Henk Sneevliet, còn có bí danh tiếng Hoa là Mã Lâm (马林, Maring hay Ma Lin), đã đến Thượng Hải để kêu gọi các nhóm Cộng sản hoạt động rải rác ở Trung Quốc tham gia một cuộc họp toàn Trung Quốc của các lực lượng Cộng sản. Cùng tham gia trong nỗ lực tập hợp này là đại diện Đệ tam Quốc tế người Nga Vladimir Abramovic Neumann. 
Tham gia đại hội là 13 đại diện của các nhóm Cộng sản với tổng cộng 57 Đảng viên. Đáng chú ý là hai đảng viên được coi là người sáng lập của Đảng là Trần Độc Tú và Lý Đại Chiêu lại không tham gia trực tiếp tại các phiên họp này nhưng vẫn được coi là thành viên sáng lập và lãnh đạo của đảng. Bảy nhóm cộng sản cử đại diện tham gia Đại hội lần thứ 1 là từ Thượng Hải (Lý Đạt và Lý Hán Tuấn), Bắc Kinh (Trương Quốc Đào và Lưu Nhân Tĩnh), Trường Sa (Mao Trạch Đông và Hà Thúc Hành), Vũ Hán (Đổng Tất Vũ và Trần Đàm Thu), Tế Nam (Vương Tẫn Mỹ và Đặng Ân Minh), Quảng Châu (Trần Công Bác), và nhóm sinh viên Trung Quốc tại Nhật Bản (Chu Phật Hải). Trong số 13 đại biểu tham gia Đại hội lần thứ I, chỉ có duy nhất Mao Trạch Đông và Đổng Tất Vũ có mặt tại lễ thành lập nước Cộng hòa Nhân dân Trung Hoa 28 năm sau đó, còn lại phần lớn đã thiệt mạng vì chiến tranh hoặc thanh trừng.
Ban đầu được tổ chức tại Khu nhượng địa Pháp tại Thượng Hải, các cuộc họp của đại hội buộc phải chuyển sang con thuyền du lịch Nam hồ hồng thuyền từ ngày 30 tháng 7 để tránh sự truy lùng gắt gao của cảnh sát. Cuối cùng, đại hội kết thúc với việc Trần Độc Tú được bầu (vắng mặt) làm Tổng bí thư, Trương Quốc Đào là Trưởng ban Tổ chức, còn Lý Đạt được bầu là Trưởng ban Tuyên truyền. Đại hội cũng đưa ra quyết định về việc tên gọi của đảng cộng sản thống nhất sẽ là Đảng Cộng sản Trung Quốc với mục tiêu lật đổ tầng lớp tư bản, loại bỏ Chủ nghĩa tư bản, và tham gia Quốc tế Thứ ba.(tr116)
Tiếp nối Đại hội lần thứ I, Đại hội Đảng Cộng sản Trung Quốc lần thứ II được tổ chức vào tháng 7 năm 1922 tại Thượng Hải.(tr112)

## Đại biểu
| Đại biểu                              | Năm mất (hưởng thọ) | Nơi mất                                      | Ủng hộ Chủ nghĩa Trotsky | Bị khai trừ khỏi đảng | Tự rời bỏ đảng  | Lãnh tụ đảng, nhà nước | Ủng hộ Uông Tinh Vệ | Bị phe chống Cộng giết hại | Bị phe Cộng sản giết hại         | Tử hình vì phản quốc | Lý do mất                           |
| ------------------------------------- | ------------------- | -------------------------------------------- | ------------------------ | --------------------- | --------------- | ---------------------- | ------------------- | -------------------------- | -------------------------------- | -------------------- | ----------------------------------- |
| Henk Sneevliet (Marin)                | 1942（58）          | Amersfoort, Hà Lan do Đức Quốc xã chiếm đóng | Có                       |                       |                 |                        |                     | Bị Đức Quốc xã tử hình     |                                  |                      | Bị tử hình                          |
| Vladimir Abramovic Neumann (Nikolski) | 1938（49）          | Khabarovsk, Liên Xô                          |                          |                       |                 |                        |                     |                            | Bị Đảng Cộng sản Liên Xô tử hình |                      | Bị tử hình                          |
| Lý Đạt                                | 1966（75）          | Vũ Hán, Hồ Bắc                               |                          |                       | Có（1923-1949） |                        |                     |                            |                                  |                      | Bị đấu tố đến chết                  |
| Lý Hán Tuấn                           | 1927（37）          | Hán Khẩu, Hồ Bắc                             |                          | Có（1924）            | Có（1922）      |                        |                     | Bị tử hình sau khi bỏ đảng |                                  |                      | Bị phe Tân quế hệ tử hình           |
| Trương Quốc Đào                       | 1979（82）          | Toronto, Canada                              |                          | Có（1938）            | Có（1938）      |                        |                     |                            |                                  |                      | Bệnh tật                            |
| Lưu Nhân Tĩnh                         | 1987（85）          | Bắc Kinh                                     | Có                       | Có（1929）            |                 |                        |                     |                            |                                  |                      | Tai nạn giao thông                  |
| Mao Trạch Đông                        | 1976（82）          | Bắc Kinh                                     |                          |                       |                 | Có                     |                     |                            |                                  |                      | Bệnh tật                            |
| Hà Thúc Hành                          | 1935（58）          | Trường Đinh, Phúc Kiến                       |                          |                       |                 |                        |                     | Có                         |                                  |                      |                                     |
| Đổng Tất Vũ                           | 1975（89）          | Bắc Kinh                                     |                          |                       |                 | Có                     |                     |                            |                                  |                      | Bệnh tật                            |
| Trần Đàm Thu                          | 1943（47）          | Urumqi, Tân Cương                            |                          |                       |                 |                        |                     | Có                         |                                  |                      | Bị quân phiệt Thịnh Thế Tài tử hình |
| Vương Tẫn Mỹ                          | 1925（27）          | Thanh Đảo, Sơn Đông                          |                          |                       |                 |                        |                     |                            |                                  |                      | Bệnh tật                            |
| Đặng Ân Minh                          | 1931（30）          | Tể Nam, Sơn Đông                             |                          |                       |                 |                        |                     | Có                         |                                  |                      | Bị tử hình                          |
| Trần Công Bác                         | 1946（53）          | Tô Châu, Giang Tô                            |                          |                       | Có（1922）      |                        | Có                  |                            |                                  | Có                   | Bị tử hình                          |
| Chu Phật Hải                          | 1948（50）          | Nam Kinh                                     |                          |                       | Có（1924）      |                        | Có                  |                            |                                  |                      | Chết trong tù                       |
| Bao Huệ Tăng                          | 1979（85）          | Bắc Kinh                                     |                          |                       | Có（1927）      |                        |                     |                            |                                  |                      | Bệnh tật                            |